# リンドン (ロックバンド)
リンドン は　ロックバンド。

## 来歴
- 1974年、照和等で高校時代から活動していたバンド「リンドン」でプロ・デビュー。 ※シングル3枚を出すが、1976年解散。

## メンバー
田中一郎（Ｇ）、田中信昭（Ｂ）、伊藤薫（Ｄｒ）　

### ディスコグラフィー

#### シングル
１．陽気な雨/タンポポ・ガール(74年)
2．夏の日の恋/悲しき想い（７４年）
3．赤いドレスは着ないでおくれ/雨の日にさようなら（７５年）

#### コンピレーション盤
1.エキスプレス・レーベル４５周年アニバーサリー　ベリー・ベスト・アルバム」2013年
リンドンの収録曲
夏の日の恋
2.スウィーター！ ルーツ・オブ・ジャパニーズ・パワーポップ 1971-1986」2015年
リンドンの収録曲
陽気な雨、タンポポ・ガール 、悲しき想い、赤いドレスは着ないでおくれ
3.ヒア・カムズ・ザ・ビーツ～起きなよスージー」2021年
リンドンの収録曲
赤いドレスは着ないでおくれ 、雨の日にさようなら